# Выборы во Временное законодательное собрание Южной Кореи (1946)
Выборы во Временное законодательное собрание Южной Кореи произошли в период с октября по ноябрь 1946 года на территории Американского военного правительства в Корее, происходившие под надзором Армии США в Корее (U.S. Army Forces in Korea (USAFIK)) для замены так называемого Демократического комитета и создания полноценного законодательного органа власти.

## Избирательная кампания
Временное законодательное собрание, а равно и выборы на оные, пользовались относительно низкой популярностью среди корейцев, которые выступали против планируемой четырёхсторонней опеки странами-союзницами в течение пяти лет, так-как Временное собрание и должно было в это время осуществлять свои полномочия, и соответственно избираемые лица не могли не просто рассчитывать на широкую избирательную кампанию, но и на собственную популярность после избрания в данный орган власти.
Также, ряд партий и/или движений отказывались в той или иной мере участвовать в данных выборах и продвигали идею бойкота, как например это сделала Демократическая партия Кореи, но при этом некоторые из данных партий всё же приняли участие в данных выборах. Так, например, ДПК всё же попала в избирательный бюллетень, отказавшись от бойкотирования в последний момент, чего не сделали левые и марксистские партии. Из наиболее известных лиц, которые отказались участвовать в выборах, были: Ли Сын Ман и Ким Гу.
Одним из самых значимых моментов в избирательной кампании стало осеннее восстание 1946 года в Корее, когда тысячи восставших рабочих и крестьян, восстав против военной администрации, чуть было не сорвали запланированные выборы.

## Результаты
По итогам выборов большинство избранных членов были сторонниками Ли Сын Мана. По одному месту получили национальная ассоциация и ДПК, при этом ряд членов этих партий также были избраны, но в качестве независимых кандидатов. Значительная часть независимых кандидатов были членами Временного Правительства Корейской Республики.
Наиболее значимым скандалом, повлиявшем на итоги выборов стало заявление Ким Кью-Сика о фальсификации выборов на территории Сеула и Канвондо, приведшие к их аннулированию и проведению повторных выборов, что уменьшило число избранных членов от ДПК.

## После выборов
Произвести открытие законодательного собрания удалось только 12 декабря 1946 года. Официальной причиной задержки стали массовые обвинения в фальсификации и проведения повторных выборов и пересчётов голосов.